# Messor inermis
Messor inermis es una especie de hormiga del género Messor, subfamilia Myrmicinae. 

## Distribución
Esta especie se encuentra en China, Kazajistán y Kirguistán.